# Orotavavallei

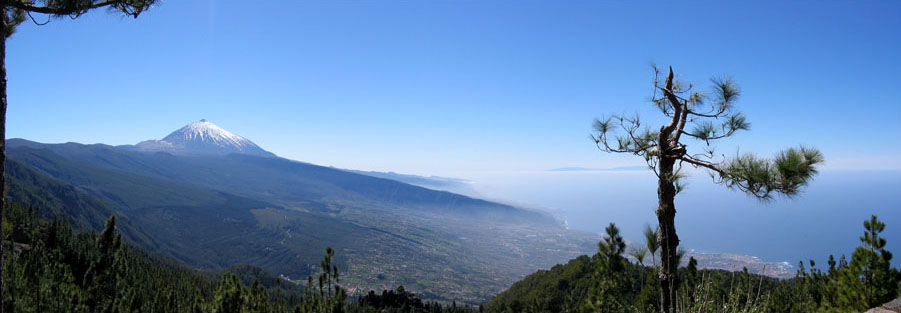
De Oratovavallei met El Teide op de achtergrond.

De Orotavavallei (Spaans: Valle de la Orotava) is een vallei gelegen in het noordelijke deel van het Canarische eiland Tenerife. 
De vallei heeft een oppervlakte van 10 bij 11 kilometer, en strekt zich uit van de zee tot de bergen bij Las Cañadas. In de vallei liggen de gemeentes Los Realejos, Puerto de la Cruz en La Orotava.  De vallei bevindt zich in de tektonische zone.